# Mauritius International 2003
Die Mauritius International 2003 im Badminton fanden als offene internationale Meisterschaften von Mauritius vom 2. bis zum 4. Mai 2003 in Beau Bassin-Rose Hill statt.

## Austragungsort
- Stadium Badminton Rose Hill, National Badminton Centre, Duncan Taylor Street

## Sieger und Platzierte
| Disziplin    | Gold                             | Silber                           | Bronze                                |
| ------------ | -------------------------------- | -------------------------------- | ------------------------------------- |
| Herreneinzel | Keita Masuda                     | Hidetaka Yamada                  | Shinya Ohtsuka                        |
| Herreneinzel | Keita Masuda                     | Hidetaka Yamada                  | Shoji Sato                            |
| Dameneinzel  | Pi Hongyan                       | Kanako Yonekura                  | Miho Tanaka                           |
| Dameneinzel  | Pi Hongyan                       | Kanako Yonekura                  | Petra Overzier                        |
| Herrendoppel | Shuichi Nakao Shuichi Sakamoto   | Ingo Kindervater Björn Siegemund | Keita Masuda Tadashi Ohtsuka          |
| Herrendoppel | Shuichi Nakao Shuichi Sakamoto   | Ingo Kindervater Björn Siegemund | Jean-Michel Lefort Svetoslav Stoyanov |
| Damendoppel  | Nicole Grether Juliane Schenk    | Seiko Yamada Shizuka Yamamoto    | Kellie Lucas Kate Wilson-Smith        |
| Damendoppel  | Nicole Grether Juliane Schenk    | Seiko Yamada Shizuka Yamamoto    | Felicity Gallup Joanne Muggeridge     |
| Mixed        | Tadashi Ohtsuka Shizuka Yamamoto | Kristof Hopp Kathrin Piotrowski  | Björn Siegemund Nicol Pitro           |
| Mixed        | Tadashi Ohtsuka Shizuka Yamamoto | Kristof Hopp Kathrin Piotrowski  | Matthew Hughes Joanne Muggeridge      |